# Oscar Sarlinga
Oscar Sarlinga (Buenos Aires, 20 de mayo de 1963) fue obispo de la Diócesis de Zárate - Campana desde el 18 de febrero de 2006 hasta su renuncia como obispo Diocesano, el 1 de noviembre de 2015, según el canon 401,2 del Código de Derecho Canónico.

## Biografía

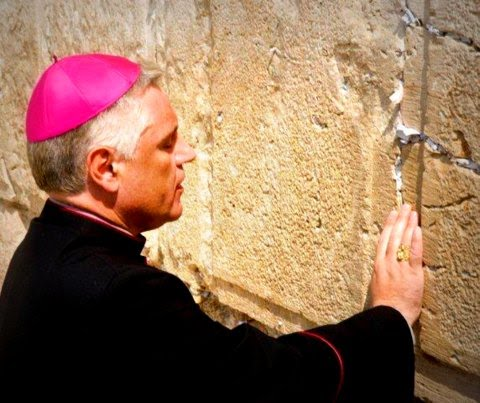
Oscar Sarlinga, exobispo de Zárate Campana, en el Muro de los Lamentos

Realizó estudios primarios en el Colegio de Ntra. Sra. de Luján, en San Andrés de Giles, y secundarios en el Colegio Fray Mamerto Esquiú de dicha ciudad. Es diplomado en Estudios Superiores de Lengua Francesa por la Alliance Française de Buenos Aires, Lengua y Literatura Italianas por la Academia Dante Alighieri y asimismo tiene estudios de grado en otras lenguas. 
Una vez sacerdote, obtuvo la Licenciatura en Teología con orientación moral por la Universidad de Fribourg (Suiza), la Licenciatura en Derecho Canónico por la Universidad Pontificia de Salamanca (España) y años después el Doctorado en Teología Dogmática por la Pontificia Università della Santa Croce, de Roma. 
En lo que se refiere a su vida eclesiástica y la misión que ha desempeñado en la iglesia, fue ordenado sacerdote el 30 de abril de 1990, y nombrado vicario parroquial de la iglesia Catedral Basílica de Mercedes-Luján, luego Asesor diocesano de la Acción Católica y Delegado episcopal para la Pastoral juvenil. En 1991 es nombrado miembro de la cura pastoral «in solidum» de la misma iglesia catedral y en agosto de 1992, enviado a Suiza, a fines de proseguir los estudios de posgrado mencionados con el Prof. Servais Pinckaers. El obispo de Lausanne, Genève et Fribourg lo pide para un servicio pastoral en esa diócesis y lo nombra en 1993 administrador parroquial de la parroquia de Belfaux, en el Cantón de Friburgo, en la frontera lingüística franco-germana de esa zona de Suiza. A continuación realizó una experiencia pastoral en Alemania, en la Diócesis de Maguncia, en la parroquia de Heppenheim am der Bergstrasse.
De regreso a la Argentina, es nombrado vicario episcopal de Curia para asuntos jurídico-canónicos de la diócesis de Mercedes-Luján. Al mismo tiempo inicia sus actividades como profesor de ética profesional para abogados en la Universidad católica del Salvador, con sede en la ciudad de Mercedes. 
El 7 de mayo de 1996 es nombrado rector del Seminario Mayor Diocesano «Santo Cura de Ars», de la ciudad de Mercedes, cargo en que se desempeñó hasta 2001. En 1997, a los 33 años, Su Santidad Juan Pablo II le confiere el título de «Prelado de Honor de Su Santidad». El 29 de abril de 2000, es nombrado vicario general de la arquidiócesis, siguiendo por un año más simultáneamente como rector del Seminario. 
El 12 de abril de 2003, el papa Juan Pablo II lo designa obispo titular de Uzalis y auxiliar de la arquidiócesis de Mercedes-Luján. Recibe la consagración episcopal el 17 de mayo de 2003, en la iglesia catedral basílica de Nuestra Señora de las Mercedes, siendo sus consagrantes principales Rubén Di Monte, arzobispo de Mercedes-Luján, del Sr. Cardenal Jorge Mario Bergoglio (Francisco, actual Papa de la Iglesia Católica), y de Emilio Ogñénovich, arzobispo emérito de Mercedes-Luján. 
Durante el primer tiempo de episcopado, en la Conferencia episcopal fue miembro del «Consejo de Asuntos Jurídicos» y de la «Comisión de Ministerios». 
El 3 de febrero de 2006 el Papa Benedicto XVI lo nombra obispo diocesano de Zárate-Campana (jurisdicción con más de 950.000 habitantes, la cual, además de los partidos homónimos, abarca también los partidos de Pilar, Escobar, Exaltación de la Cruz, San Antonio de Areco y Baradero). Tomó posesión de su nueva sede el 18 de febrero de 2006. 
Desde 2005 a 2008 fue miembro de la «Comisión de Pastoral Social» y de la «Comisión de Ecumenismo, Diálogo con el Judaísmo, el Islam y otras Religiones». En 2008 fue reelegido en la Comisión de Pastoral social.
En 2009 recibió el prestigioso premio italiano "Ciociaria" en concepto de su labor por la "fraternidad de los pueblos". La noticia fue publicada por el diario italiano "Il Tempo", de Italia, y confirmada por las fuentes del Obispado de Zárate-Campana. La ceremonia de colación de los premios tuvo lugar el día 27 de marzo en el Teatro Municipal de Fiuggi, en la trigésimo quinta edición del "Premio Nazionale Ciociaria 2009". Sarlinga fue invitado para recibir personalmente la estatuilla pero no pudo concurrir por razones pastorales y especificó que lo haría a través de un representante. 
Entre sus numerosos escritos pueden destacarse: «Kościół argentyński wobec wyzwań społecznych XXI wieku» -Desafíos de la Iglesia argentina iniciando el siglo XXI- (Centrum Studiów Latynoamerykańskich. Uniwersytet, Universidad de Varsovia, 2004); «La misión eclesial para el humanismo integral y solidario. Una relación esencial» (Pont. Università della Santa Croce, Roma, 2005) y «La ética del ser y de la responsabilidad, para la construcción de un verdadero humanismo» (Universidad de Belgrano, Buenos Aires, 2007)

## Su renuncia
El domingo 1 de noviembre de 2015, en la Homilía de una Misa celebrada en la Basílica de Luján, Monseñor Oscar Domingo Sarlinga anunció su renuncia solicitando "un tiempo especial para hacer oración", a tenor del canon 401,2 del Código de Derecho Canónico; aunque sorpresiva para los laicos, había sido conversada hacía tiempo y solicitada por el O. Sarlinga al PP. Francisco. Dicha renuncia se vio motivada por varias denuncias en su contra por malversación de fondos, violencia en contra de laicos y clérigos de la diócesis de Zárate-Campana. https://www.infobae.com/politica/2016/08/06/oscar-sarlinga-el-otro-ex-obispo-amigo-de-planificacion-investigado-por-el-papa-francisco/

## Elección del próximo sucesor
El Pontífice nombró a su sucesor, Monseñor Pedro Laxague, quien era hasta el momento obispo auxiliar de Bahía Blanca el cual asumió el 19 de diciembre de 2015.
| Predecesor: -                    | Obispo Auxiliar de Mercedes-Luján 2003-2006                             | Sucesor: -                   |
| Predecesor: Rafael Eleuterio Rey | Obispo de Zárate-Campana 18 de febrero de 2006 - 1 de noviembre de 2015 | Sucesor: Pedro María Laxague |